# Nienke Wijnhoven
Nienke Wijnhoven (Horst, 24 maart 1998) is een Nederlands zangeres.

## Biografie
Nienke Wijnhoven deed in 2018 mee aan de talentenjacht The Voice of Holland. Ze kwam in het team van Anouk en wist het tot de finale te schoppen. Hierin nam ze het op tegen Jim van der Zee, Samantha Steenwijk en Demi van Wijngaarden. Eerstgenoemde ging met de zegepalm aan de haal, terwijl Wijnhoven op de derde plaats eindigt.
Naar aanleiding van een uitzending van de webserie BOOS van Tim Hofman over misstanden bij The Voice of Holland schoof Wijnhoven aan bij de talkshow Beau op RTL 4. In tranen vertelde Wijnhoven hoe bandleider Jeroen Rietbergen haar meelokte naar een niet bestaande studio en aldaar grensoverschrijdend gedrag op Wijnhoven pleegde. Een gevoel van kansloosheid en het vastzitten aan een contract weerhielden Wijnhoven ervan al eerder haar verhaal te doen.  Diezelfde maand besluit Wijnhoven in samenspraak met advocaat Sébas Diekstra aangifte van aanraking te doen tegen Jeroen Rietbergen. Op 29 mei 2024 maakte het OM bekend Rietbergen niet te vervolgen wegens een gebrek aan bewijs. Dit in tegenstelling tot eerdere berichtgeving dat Rietbergen wel zou worden vervolgd. Wijnhoven en Diekstra besluiten op 24 juli 2024 een Artikel 12 Sv-procedure te starten tegen Rietbergen om de voormalig bandleider alsnog voor de rechter te laten verschijnen.. Het gerechtshof Leeuwarden-Arnhem besloot hierop op 11 juli 2025 om Rietberger definitief niet te vervolgen. 